# Trade
Trade é um filme teuto-estadunidense de 2007, dirigido por Marco Kreuzpaintner e produzido por Roland Emmerich e Heller Rosilyn, com roteiro baseado no artigo de Peter Landesman "The Girls Next Door", publicado em janeiro de 2004 na The New York Times Magazine.

## Elenco
- Kevin Kline ... Ray Sheridan
- Cesar Ramos ... Jorge
- Alicja Bachleda ... Verónica
- Paulina Gaitan ... Adriana
- Marco Pérez ... Manuelo
- Linda Emond ... Patty Sheridan
- Zack Ward ... Alex Verde
- Kate del Castillo ... Laura
- Tim Reid ... Hank Jefferson
- Lychnikoff Pavel ... Vadim Youchenko
- Traven Natalia ... Lupe

## Sinopse
A Adriana (Paulina Gaitan) é uma garota de 13 anos da Cidade do México, que é sequestrada por traficantes para ser leiloada para pedófilos, levando seu irmão de 17 anos, Jorge (Cesar Ramos), a uma desesperada missão para resgatá-la. Presa e aterrorizada por uma rede ilegal de homens violentos, sua única amiga é Veronica (Alicja Bachleda), jovem polonesa raptada pela mesma gangue criminosa. Enquanto Jorge tanta encontrar os raptores das garotas, ele conhece Ray (Kevin Kline), policial do Texas que também perdeu a filha pelo tráfico humano de abuso sexual, que se une ao garoto em sua jornada.